# Communauté de communes du Pays solesmois
La Communauté de communes du  Pays solesmois  est une communauté de communes française, située dans le département du Nord et la région Nord-Pas-de-Calais, arrondissement de Cambrai. Elle fait partie du Pays du Cambrésis

## Le territoire communautaire

### Composition
La communauté de communes est composée des 15 communes suivantes :

| Nom                       | Code Insee | Gentilé         | Superficie (km2) | Population (dernière pop. légale) | Densité (hab./km2) |
| ------------------------- | ---------- | --------------- | ---------------- | --------------------------------- | ------------------ |
| Solesmes (siège)          | 59571      | Solesmiens      | 23,25            | 4 193 (2022)                      | 180                |
| Beaurain                  | 59060      | Beaurinois      | 1,01             | 233 (2022)                        | 231                |
| Bermerain                 | 59069      | Bermerinois     | 6,66             | 778 (2022)                        | 117                |
| Capelle                   | 59127      | Capellois       | 5,07             | 136 (2022)                        | 27                 |
| Escarmain                 | 59204      | Escarminois     | 6,4              | 478 (2022)                        | 75                 |
| Haussy                    | 59289      | Haussois        | 16,22            | 1 472 (2022)                      | 91                 |
| Montrécourt               | 59415      | Montrécourtois  | 3,56             | 227 (2022)                        | 64                 |
| Romeries                  | 59506      | Romériens       | 6,01             | 480 (2022)                        | 80                 |
| Saint-Martin-sur-Écaillon | 59537      | Saint-Martinois | 5,3              | 492 (2022)                        | 93                 |
| Saint-Python              | 59541      | Saint-Piatiens  | 7,43             | 985 (2022)                        | 133                |
| Saulzoir                  | 59558      | Salicétains     | 10,1             | 1 685 (2022)                      | 167                |
| Sommaing                  | 59575      | Sommaingeois    | 3,6              | 398 (2022)                        | 111                |
| Vendegies-sur-Écaillon    | 59608      | Vendegeois      | 6,57             | 1 123 (2022)                      | 171                |
| Vertain                   | 59612      | Vertinois       | 5,78             | 524 (2022)                        | 91                 |
| Viesly                    | 59614      | Vieslysiens     | 10,67            | 1 364 (2022)                      | 128                |

## Administration

### Élus
La communauté de communes est administrée par son Conseil communautaire, composé de conseillers municipaux représentant chacune des communes membres.
Le Conseil communautaire d'avril 2014 a élu son président, Georges Flamengt, maire de Saint-Python, et ses 7 vice-présidents pour le mandat 2014-2020. Il s'agit : 
1. Paul Sagniez, maire de Solesmes, chargé du Développement économique, économie sociale et solidaire, mission locale, tourisme et mobilité ;
2. Patrick Teinte, maire de Bermerain, chargé de la Communication institutionnelle, mutualisation ;
3. Laurence Pralat, maire de Vendegies-sur-Écaillon, chargée des Services à la personne ;
4. Marc Carpentier, maire de Sommaing, chargé du Développement culturel, réseau de bibliothèques, conservatoire ;
5. Henri Soumillon, maire d'Haussy, chargé du Personnel ;
6. Didier Escartin, adjoint au maire d'Escarmain, chargé de l'Urbanisme et cadre de vie, environnement, technologie de l'information et de la communication, Très-haut-débit ;
7. Denis Semaille, maire de Beaurain, chargé des Déchets, patrimoine communautaire et terrains de football[1].

La communauté de communes est administrée par son Conseil communautaire, composé de conseillers municipaux représentant chacune des communes membres.
Le Conseil communautaire de juillet 2020 a élu son président, Paul Sagniez, maire de Solesmes, et ses 8 vice-présidents pour le mandat 2020-2026. Il s'agit : 
1. Yann Bruniau, maire de Bermerain, chargé de la communication ;
2. Joselyne Gilleron, adjointe de Vendegies-sur-Écaillon, chargée de l'action sociale ;
3. Michel Dhaneus, maire de Saint-Martin-sur-Écaillon, chargé de l'environnement ;
4. Jean-Marc Boucly, maire d'Haussy, chargé de la mutualisation et des ressources humaines ;
5. Roland Salengro, maire de Sommaing, chargé des finances ;
6. Gilbert Gernet, maire de Saulzoir, chargé des déchets et des déchèteries ;
7. Maryse Balembois, adjointe de Viesly, chargée de la culture, du tourisme et du patrimoine ;
8. Sylviane Marouzé, maire de Romeries, chargée des affaires sociales († 2023[3]).

## Liste des présidents
| Période                                  | Période                       | Identité         | Étiquette | Qualité                         |
| ---------------------------------------- | ----------------------------- | ---------------- | --------- | ------------------------------- |
| Les données manquantes sont à compléter. |                               |                  |           |                                 |
| 1994                                     | 2008                          | Dominique Cattet | UMP       | Adjoint au maire de Solesmes    |
| 2008                                     | avril 2014                    | Michel Wallerand | PS        | Maire de Vendegies-sur-Écaillon |
| avril 2014                               | juillet 2020                  | Georges Flamengt | PS        | Maire de Saint-Python           |
| juillet 2020                             | En cours (au 26 juillet 2020) | Paul Sagniez     | Horizons  | Maire de Solesmes               |